# Cova Céltica
La Cova Céltica (en español: Cueva Céltica) fue el nombre que recibió una tertulia que mantenían un grupo de intelectuales gallegos, de ideología regionalista, que se reunían en la tienda de Eugenio Carré Aldao para debatir sobre temas relacionados con Galicia. La Cova Céltica fue una de las tantas expresiones culturales del movimiento cultural conocido como Rexurdimento, surgido alrededor de tercer cuarto del siglo XIX, que revitalizó la cultura de Galicia y cuyo detonante se encuentra en la publicación de obras en gallego de autores como Valentín Lamas Carvajal y del propio Manuel Murguía, y cuyo primer referente en el tiempo se encuentra en Rosalía de Castro.
El establecimiento en cuestión, era el mismo que utilizara en su día Andrés Martínez Salazar como editorial, y que estaba situado (tal y como informa Ricardo Carvalho Calero) primero en la calle Riego de Auga, luego en el número 30 de la Calle Real de La Coruña, y después nuevamente en Riego de Auga.
El nombre de Cova Céltica tuvo su origen en un acto de sarcasmo: en el siglo XIX, Manuel Murguía difundió la idea de que el fondo étnico del pueblo gallego debía ser buscado entre los celtas. Esta corriente recibe el nombre de celtismo, y sobre ella se fundó toda la poesía de Eduardo Pondal. Por el contrario, el pontevedrés Celso García de la Riega defendía que eran los griegos los que habían generado el papel atribuido por Murguía a los celtas. Por este motivo, se llamó a este grupo de eruditos como La Cueva Céltica. Más los contertulios se apoderaron de este nombre y lo tradujeron al gallego, para pasar a autodenominarse desde aquel momento, A Cova Céltica, nombre con el que ha pasado a la historia.
El órgano de difusión de este grupo fue la Revista Gallega, de Galo Salinas. Algunos de sus integrantes fueron: Eugenio Carré Aldao, Manuel Murguía, Andrés Martínez Salazar, Xosé Pérez Ballesteros, Evaristo Martelo Paumán, Francisco Tettamancy, Salvador Golpe Varela, Florencio Vaamonde Lores, Eladio Rodríguez González, José Ojea, Manuel Lugrís Freire, Galo Salinas, Xosé Baldomir,... La Cova Céltica estuvo íntimamente vinculada a la constitución de la Real Academia Gallega, tanto es así que todos sus integrantes fueron nombrados académicos.
- Datos: Q3326490